# Ludwig Schick
Ludwig Schick (* 22. září 1949, Marburg) je německý římskokatolický duchovní, emeritný arcibiskup arcidiecéze bamberské, bývalý generální vikář a pomocný biskup ve Fuldě, kde také působil jako profesor kanonických práv na místní univerzitě.

## Život
Narodil se 22. září 1949 v Marburgu daňovému inspektoru Josefu Schickovi a jeho ženě Augustě. S rodiči se zanedlouho přestěhovali do nedalekého Mardorfu.
Studoval na různých německých školách (ve Würzburgu či v Amöneburgu). Na kněze byl vysvěcen 15. června 1975 biskupem Eduardem Schickem.
Nejprve působil jako kaplan v Neuhofu, v obci nedaleko Fuldy.
Dne 12. července 1998 byl Johannem Dybou vysvěcen na biskupa.
Dne 28. června 2002 byl Jeho Svatostí Janem Pavlem ll. jmenován arcibiskupem bamberským.